# 2010년 센카쿠 열도 항의 시위

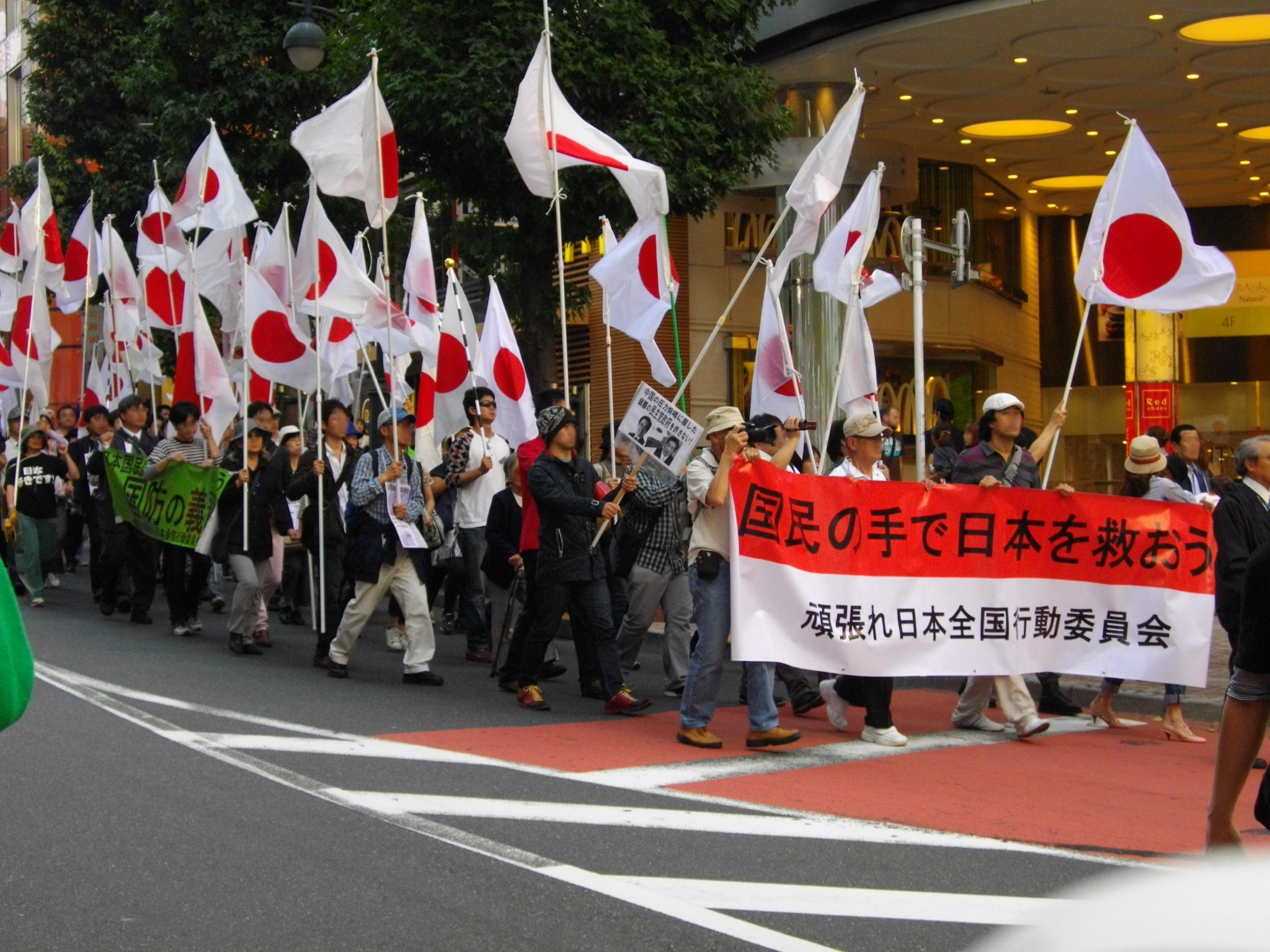
10월 2일에 시부야에서 열린 "중국의 센카쿠 열도 침략 규탄! 전국 국민 통일 행동"

2010년 센카쿠 열도 항의 시위는 센카쿠 열도 중국 어선 충돌 사건이 발단되어, 일본과 중화인민공화국, 중화민국에서 열린 일련의 항의 활동이다.

## 개요
센카쿠 열도(중국명 댜오위다오) 앞바다에서 일어난 중국 어선 충돌 사건을 둘러싸고 일본에서는 중국 정부에 대한 항의와 일본 정부의 대응과 태도에 대해 도쿄와 오키나와를 시작으로 곳곳에서 시위 활동을 하고있다. 한편 중국에서도 반일 데모나 일본의 반중 시위에 대항하는 시위가 쓰촨성과 허난성 등 각지에서 발생하고 시위대가 폭도화되어 일본계 기업의 점포와 일본 차를 부수는 등 경찰 당국도 억누를 수 없는 규모로 커졌지만, 횟수를 거칠 때마다 무장 경찰을 투입하는 등의 대책을 강구하였다. 또한 일부 데모에서는 반일을 구실로 중국 정부의 내정에 대한 비판을 해 일본 언론에 주목했다.